# El Casar (stanice metra v Madridu)
El Casar (plným názvem španělsky Estación de El Casar) je přestupní stanice metra v Madridu, která se nachází v jižní aglomeraci města. Stanice má výstup do ulic Avenida de El Casar a Alhaquén ve městě Getafe.
Jedná se o stanici linek metra 3 a 12. Ve stanici je možný přestup na nádraží příměstské železnice Cercanías.
Stanice vznikla v rámci výstavby linky 12 a byla otevřena 11. dubna 2003 zároveň s celou linkou. Stanice se nachází v tarifní zóně B1.
Prodloužení linky 3 ze stanice Villaverde Alto bylo otevřeno 21. dubna 2025.

## Fotogalerie

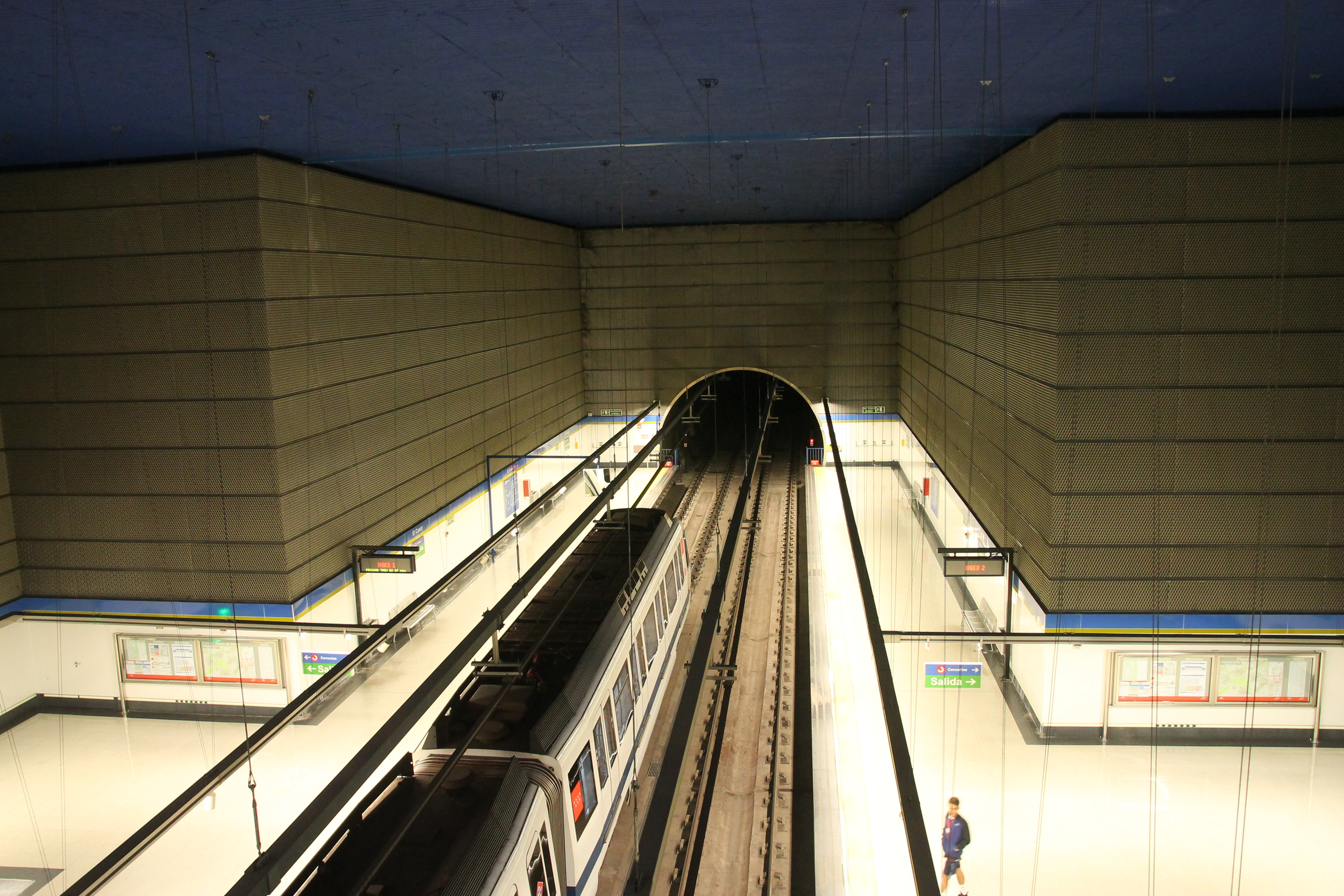
Nástupiště stanice linky 12
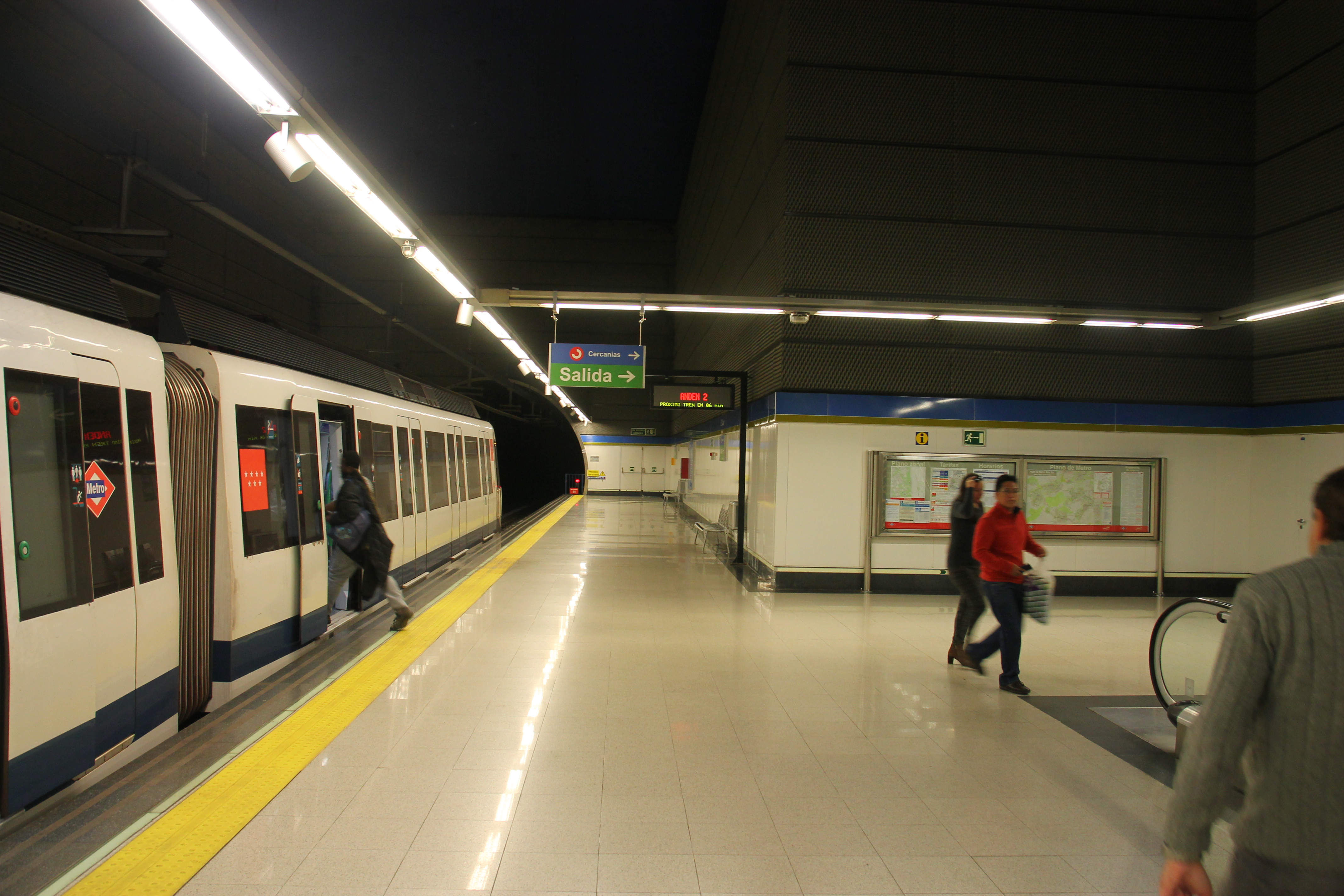
Nástupiště stanice linky 12
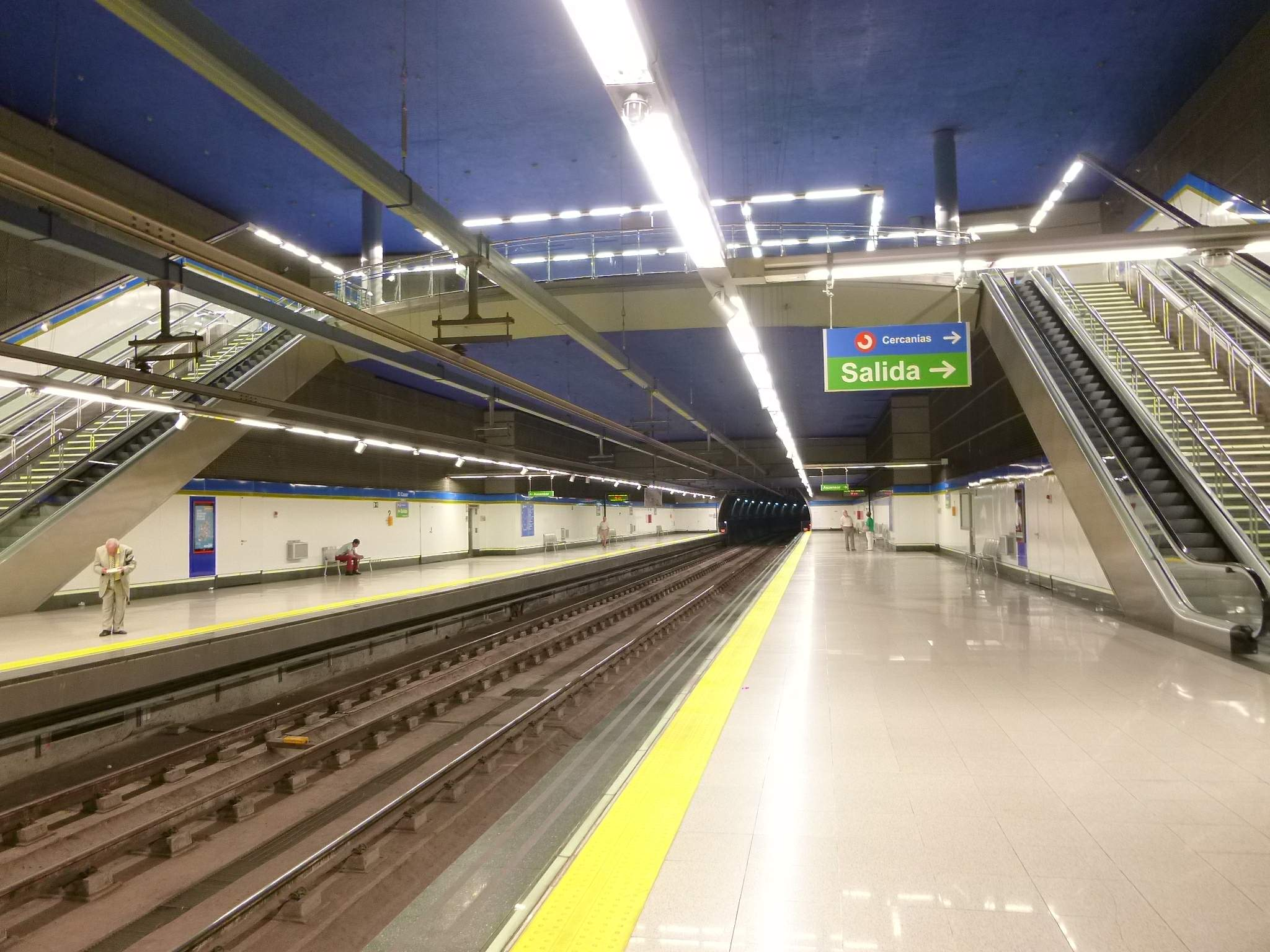
Nástupiště stanice linky 12
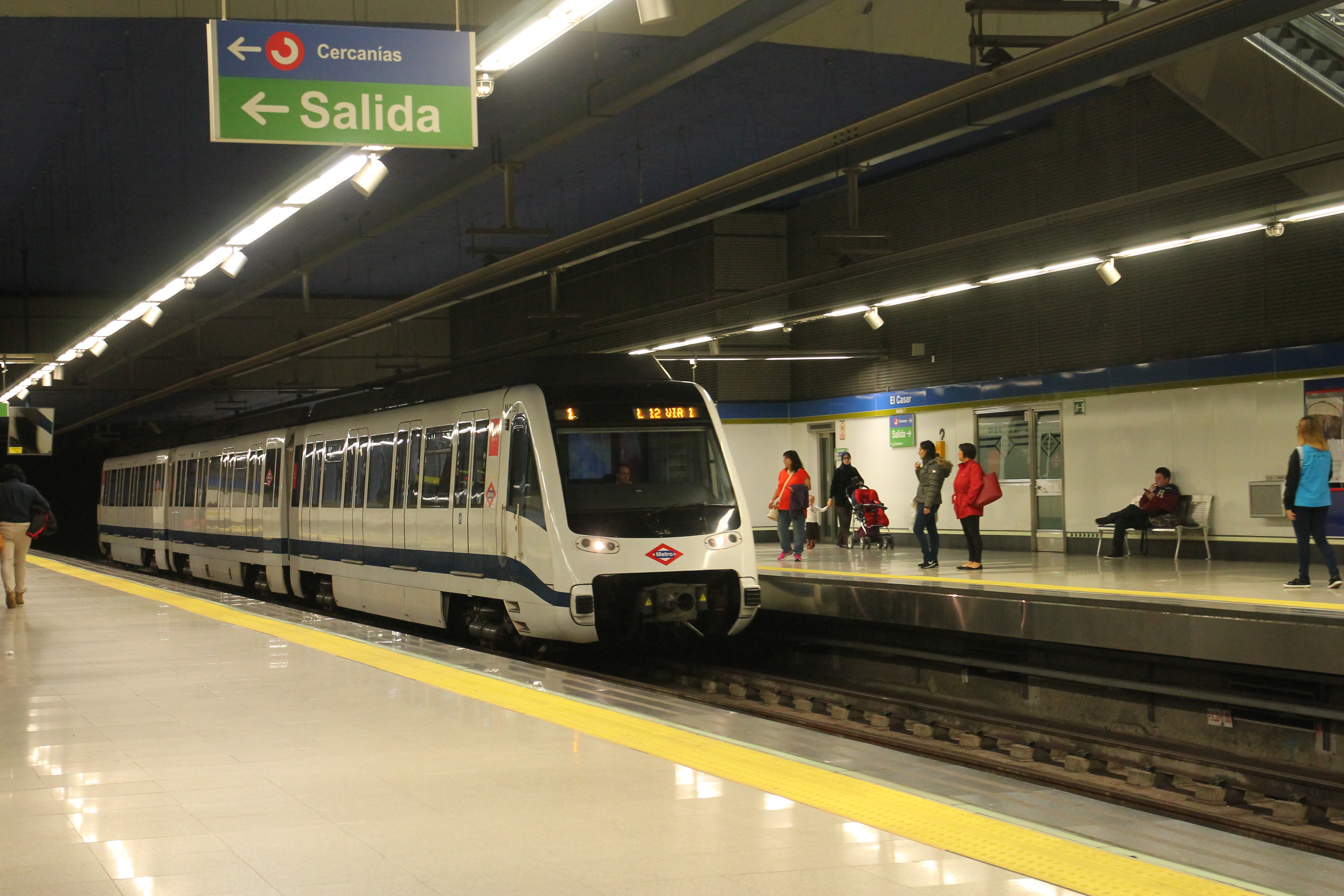
Vlak řady 8000 ve stanici linky 12
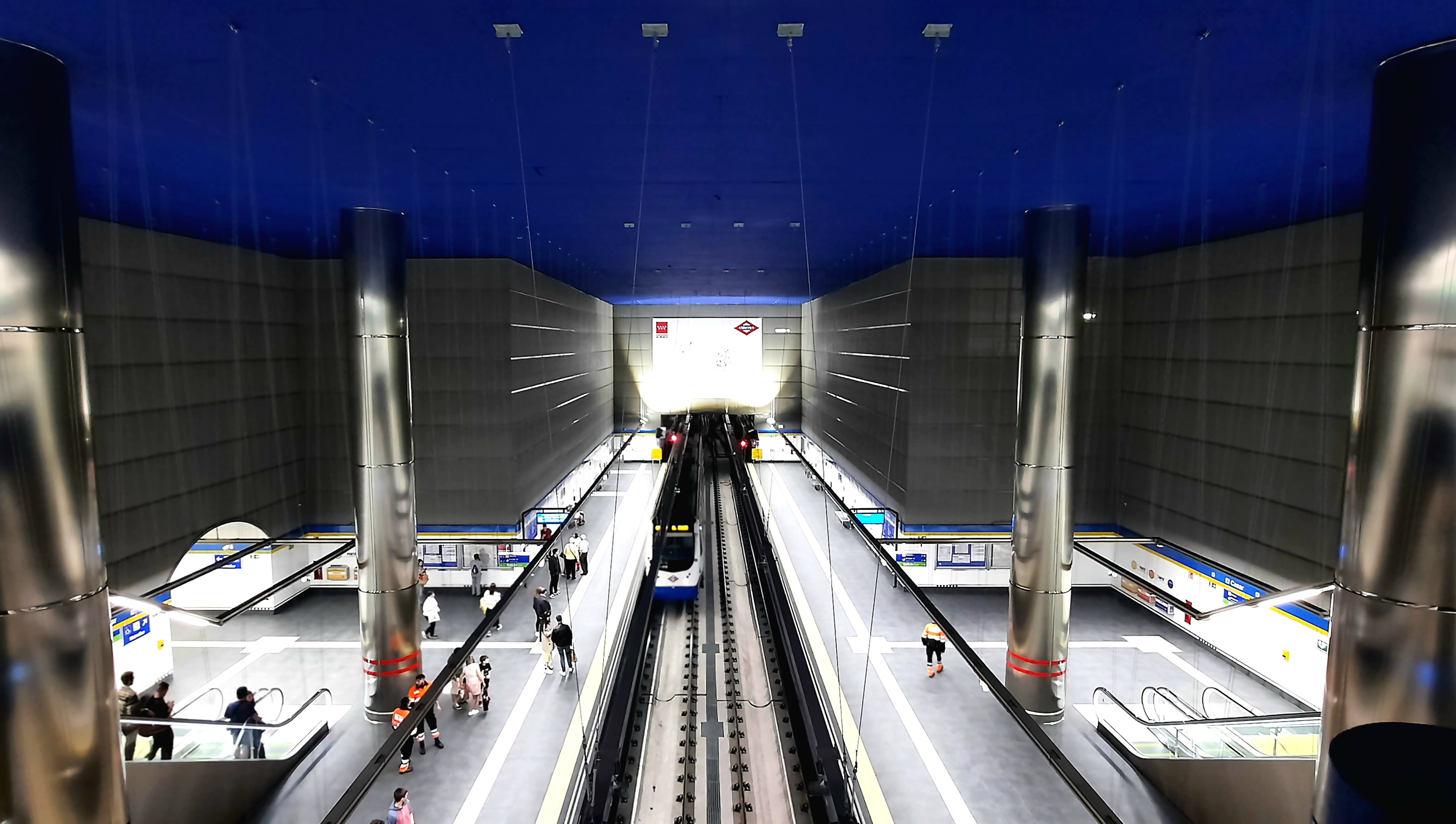
Stanice linky 3
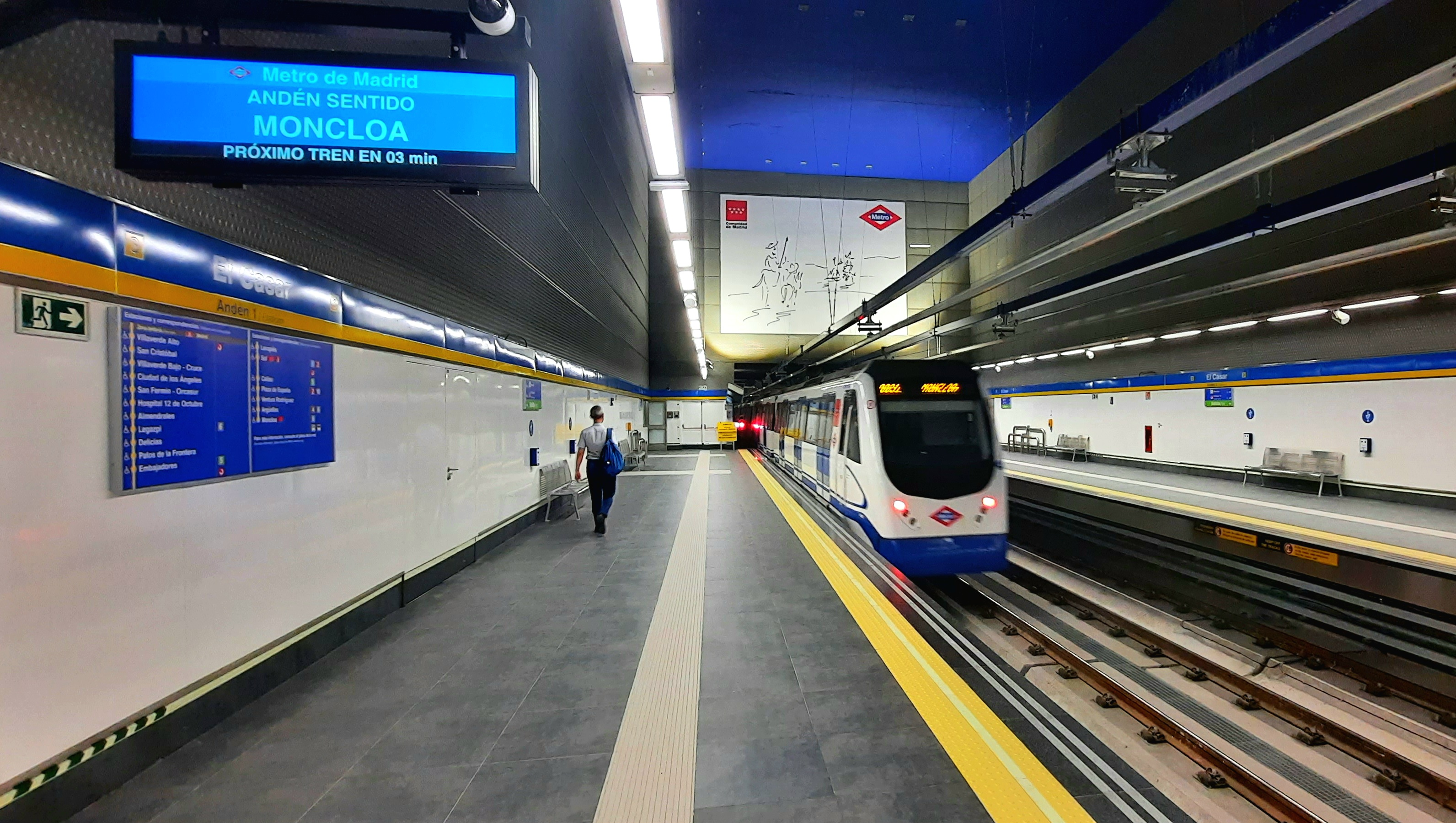
Vlak řady 3000 ve stanici linky 3
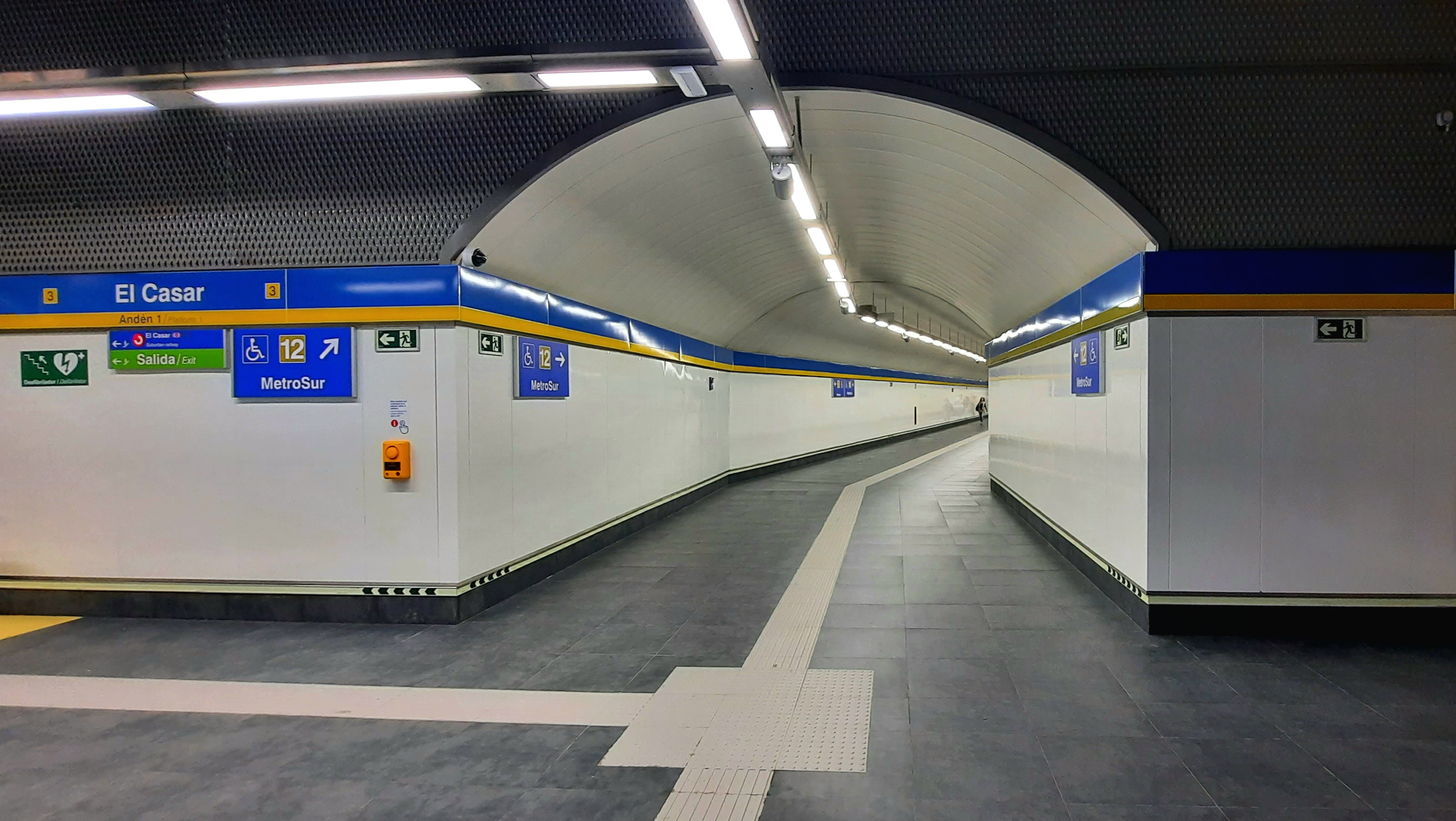
Přestupní chodba mezi stanicemi linek
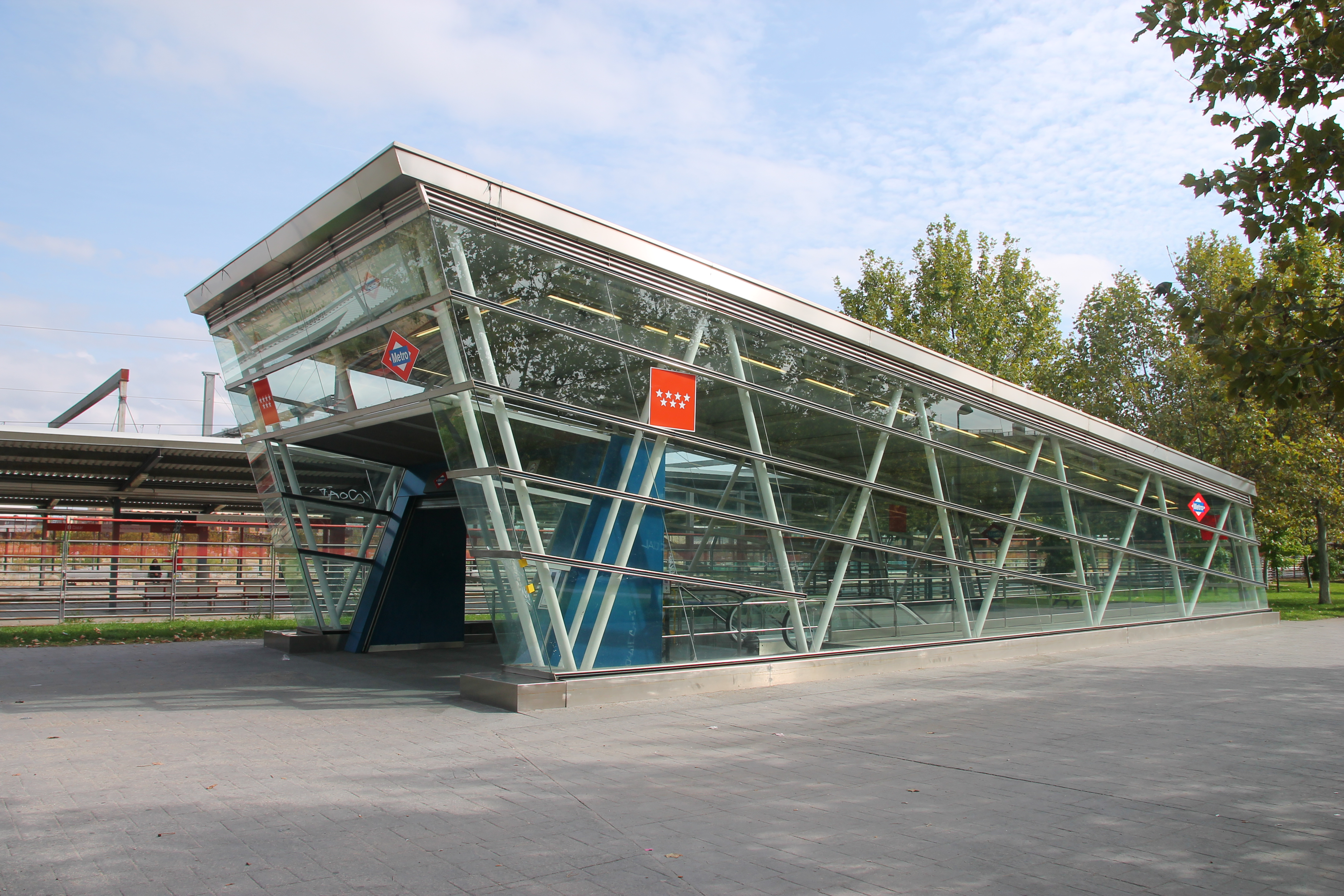
Vstup do stanice
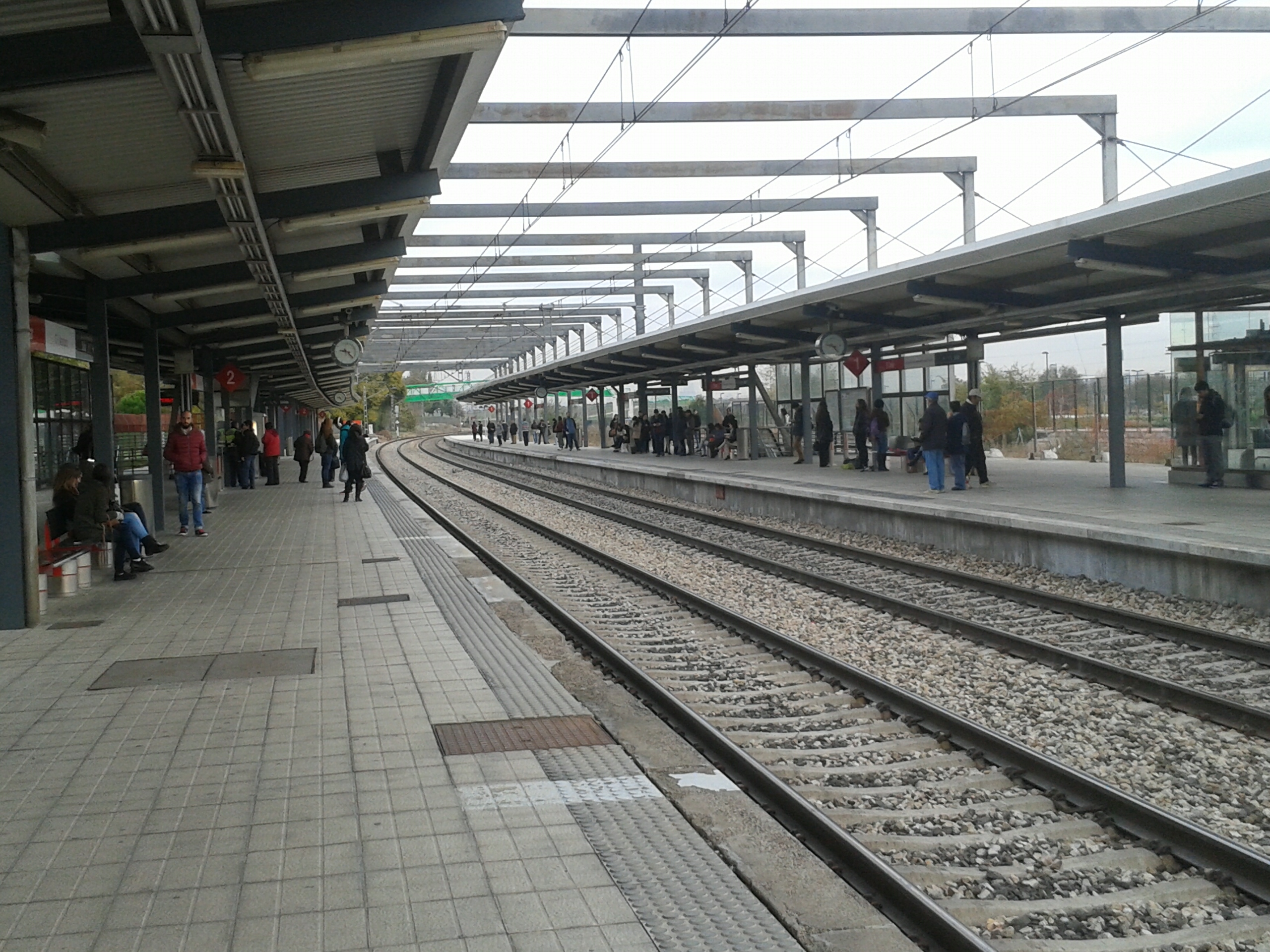
Železniční stanice
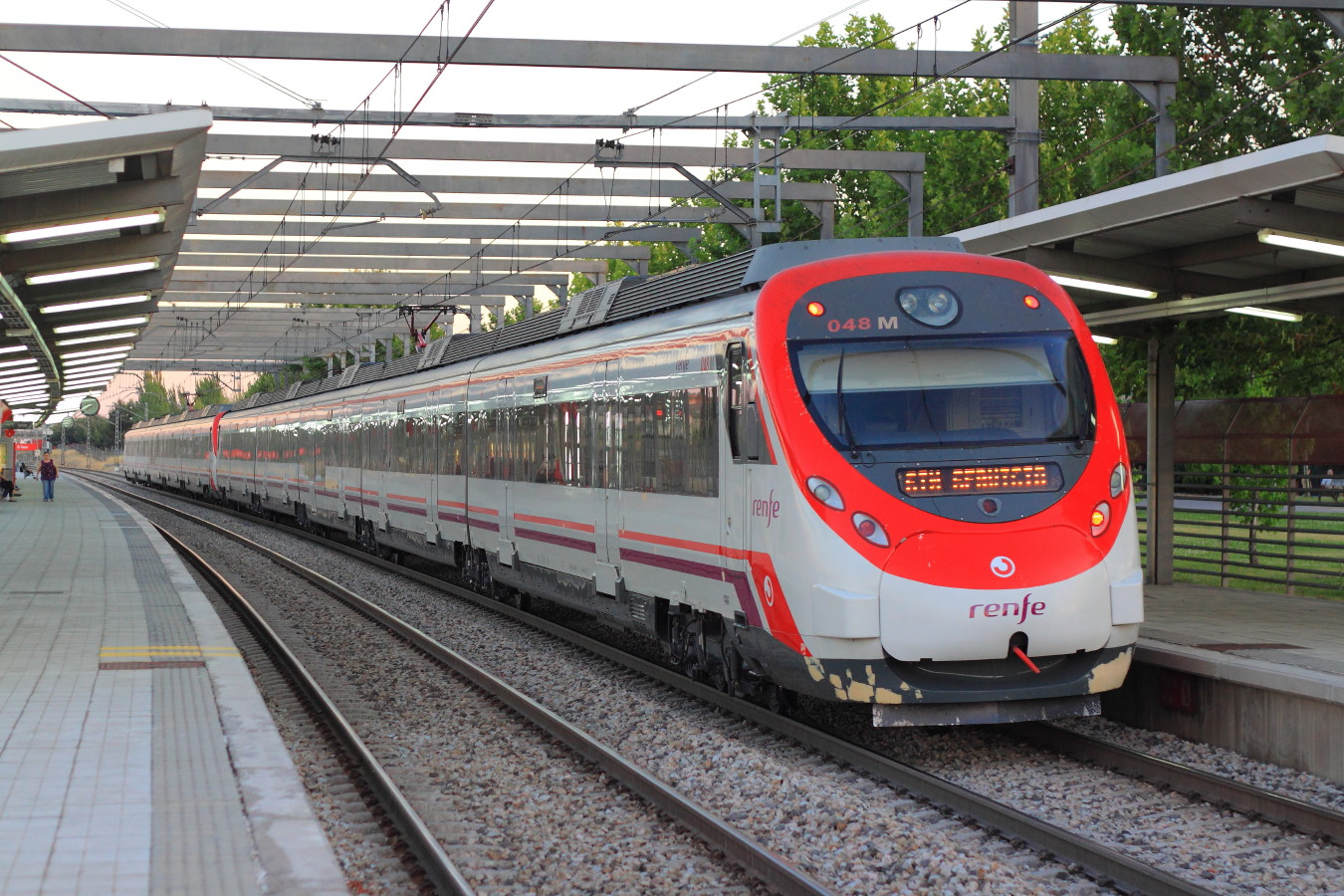
Vlak v železniční stanici